# Třída Almirante Lynch
Třída Almirante Lynch byla třída velkých torpédoborců chilského námořnictva z období první světové války. Objednána byla stavba šesti torpédoborců. První pár byl dodán chilskému námořnictvu, které je provozovalo až do roku 1945. Zbývající čtyři byly po vypuknutí světové války zakoupeny britským královským námořnictvem a bojově nasazeny jako vůdčí lodě torpédoborců třídy Faulknor (jeden byl potopen). Roku 1920 byly zbývající tři prodány Chile, přičemž kvůli opotřebení byly vyřazeny už roku 1933.

## Pozadí vzniku
Roku 1911 Chile objednalo u britské loděnice J. Samuel White v Cowesu sérii šesti velkých torpédoborců třídy Almirante Lynch. První dvě jednotky byly v letech 1913–1914 dodány chilskému námořnictvu. Mezitím vypukla první světová válka a v srpnu–září 1914 byly zbývající čtyři zakoupeny britským námořnictvem. Do služby byly přijaty v letech 1914–1915 jako vůdčí lodě třídy Faulknor.
Jednotky třídy Almirante Lynch:
| Jméno                                                              | Založení kýlu | Spuštěn | Vstup do služby | Osud |
| ------------------------------------------------------------------ | ------------- | ------- | --------------- | --- |
| Almirante Lynch                                                    | 1911          | 1912    | 1913            | Vyřazen 1945.                                                                                             |
| Almirante Condell                                                  | 1911          | 1913    | 1914            | Dne 26. října 1944 poškozen výbuchem kotle, neopraven.                                                    |
| Almirante Riveros (ex Almirante Simpson, ex HMS Faulknor)          | 1912          | 1914    | 1914            | Dostavěn pro britské námořnictvo, v květnu 1920 vrácen Chile, vyřazen 1933.                               |
| Almirante Uribe (ex Almirante Goni, ex HMS Broke)                  | 1912          | 1914    | 1914            | Dostavěn pro britské námořnictvo, v květnu 1920 vrácen Chile, vyřazen 1933.                               |
| Almirante Williams (ex Almirante Williams Rebolledo, ex HMS Botha) | 1912          | 1915    | 1915            | Dostavěn pro britské námořnictvo, v květnu 1920 vrácen Chile, vyřazen 1933.                               |
| HMS Tipperary (ex Almirante Riveros)                               | 1912          | 1915    | 1915            | Dostavěn pro britské námořnictvo. Dne 1. června 1916 potopen německými bitevními loděmi v bitvě u Jutska. |

## Konstrukce

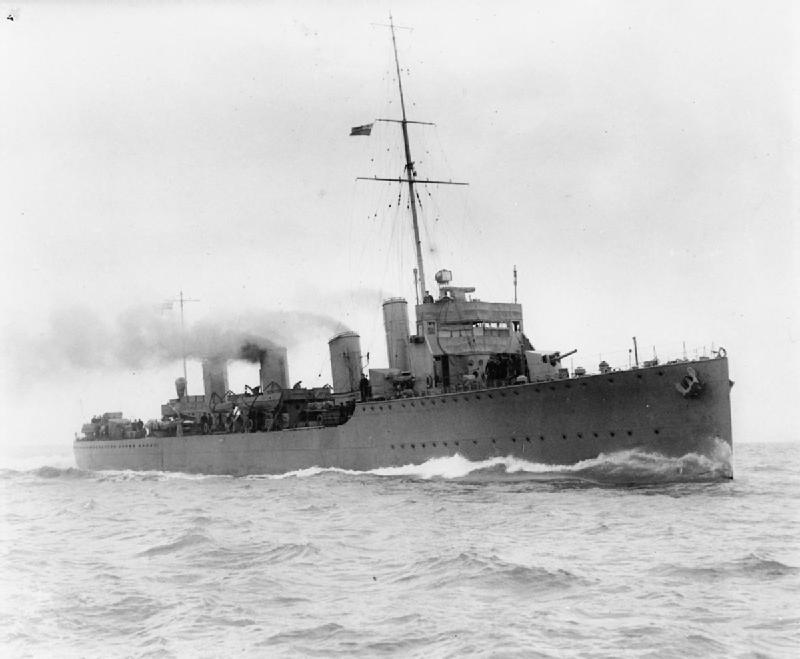
HMS Botha (ex Almirante Williams Rebolledo)

Výzbroj tvořilo šest 102mm kanónů, čtyři 7,7mm kulomety a čtyři 533mm torpédomety. Pohonný systém tvořilo šest kotlů White-Foster a tři turbíny Parsons o výkonu 30 000 hp, pohánějící tři lodní šrouby. Nejvyšší rychlost dosahovala 31 uzlů. Dosah byl 2750 námořních mil při rychlosti 15 uzlů.